# Pod Vrchy
Pod Vrchy je přírodní památka jižně od obce Bohuslavice nad Vláří v okrese Zlín. Oblast spravuje AOPK ČR Správa CHKO Bílé Karpaty. Důvodem ochrany je lokalita sněženky podsněžníku (Galanthus nivalis).